# Azorubin
Azorubin (auch Karmesin, E 122) ist ein als Lebensmittelfarbe zugelassener roter Azofarbstoff und das Dinatriumsalz einer Disulfonsäure.
Azorubin wird für Getränke, Süß- und Zuckerwaren, Marzipan, Puddingpulver, Götterspeise,
Fruchtkonserven, Fertigsuppen, Fertigprodukte, braune Sauce, Paniermehl, Färbemittel für Tabletten und anderes verwendet.
Azorubin hat große chemische Ähnlichkeit mit Amaranth (E 123) und steht wie dieser Stoff im Verdacht, als Auslöser von Pseudoallergien zu wirken.

## Rechtliche Situation
Seit dem 21. Juli 2010 müssen Lebensmittel, die den Azofarbstoff enthalten, in der Europäischen Union mit einem gesonderten Warnhinweis gekennzeichnet werden, dessen Text lautet: „Kann Aktivität und Aufmerksamkeit bei Kindern beeinträchtigen.“

## Synthese
Azorubin wird durch die Azokupplung von diazotierter 4-Aminonaphthalin-1-sulfonsäure mit 4-Hydroxynaphthalin-1-sulfonsäure (Neville-Winther-Säure) erhalten.